# SQY Ouest
SQY Ouest est un centre commercial français situé sur la commune de Montigny-le-Bretonneux, dans le département des Yvelines. 
Le centre ouvre le 16 mars 2005 avec 50 boutiques et restaurant dont un cinéma UGC de 14 salles, un bowling de 18 pistes. Les autres locomotives du centre à l’ouverture sont Go Sport, Virgin Megastore et La Grand Récré.

## Présentation
SQY Ouest a été réalisé par le promoteur néerlandais MAB, qui a investi près de 150 millions d'euros dans ce projet. Jean-Louis Solal, le créateur de Parly 2 et de Vélizy 2 a également participé au projet qui devait s’appeler à l'origine Fiesta.
Le centre est rapidement en difficulté de par un manque de communication et une commercialisation non finalisé  au démarrage du centre. Pour relancer le centre, de nouvelles enseignes arrivent comment Zara et  Bershka. Moins de 2 ans après l'ouverture les premières enseignes ferment.
Le centre est vendu en 2011 à Hammerson, le propriétaire de l'Espace Saint Quentin et CODIC, pour 31 millions d'euros. Les deux promoteurs ont pour projet de transformer SQY Ouest en village de marques « Carré Privé Ouest » de 80 boutiques, en 2013 le projet est abandonné.
En 2016, le centre est pratiquement vide avec moins de 10 boutiques bien que les promoteurs annoncent une rénovation pour le transformer en centre spécialisé dans le loisir. En 2017 la rénovation commence avec l'ouverture de la librairie Furet du Nord et de plusieurs restaurants. Les 2 étages inférieurs restent malgré tout inaccessible.  
En 2020, le centre est vendu à une jeune foncière SGM spécialisée dans la relance de centre commerciaux en difficulté. De nouvelle enseignes devraient ouvrir fin 2022 comme un karting ou une salle d'escalade.

## Enseignes

### Actuelles
- Au Bureau / Basic Fit / BChef / Fresh Burritos / IWAY / L’Opticien Concept / Old Wild West / Pasta & Dolce / Sucx / UGC Ciné Cité / Speed Park / [11]

### Futures
- Hapik / New Jump / Parkour Fort Boyard / Les 3 Brasseurs / Berlinier [12]